# Julien Jalâl Eddine Weiss
Pour les articles homonymes, voir Weiss.
Julien Jalâl Eddine Weiss, né Bernard Weiss le 18 octobre 1953 à Paris et mort le 2 janvier 2015 dans sa ville natale, est un musicien français. Il est le fondateur de l'Ensemble Al-Kindî.

## Biographie
Né d'un père originaire d'Alsace et d'une mère suisse-allemande, il intègre en 1965 l'école normale de musique de Paris, où il joue de la guitare classique. En 1976, Julien Weiss rencontre le  joueur de oud irakien Mounir Bachir et s'oriente vers la musique du monde arabe.
En 1983, il crée l'ensemble Al-Kindî, une formation musicale basée à Alep en Syrie, son lieu de résidence. Trois ans plus tard, il se convertit à l'Islam et prend le nom de Julien Jalâl Eddine Weiss.
Durant sa carrière, Julien Weiss donne plus de cinq cents concerts, notamment au Théâtre de la Ville de Paris, à l'Institut du monde arabe à Paris, au Festival de Beiteddine au Liban, au Carnegie Hall de New York, aux Nuits de Fourvière de Lyon, ainsi que dans les villes de Hong Kong, São Paulo, Washington.
Il meurt d'un cancer le 2 janvier 2015, à l'âge de 61 ans. Il est inhumé au cimetière du Père-Lachaise (62e division).

## Hommages
L'écrivain Mathias Enard cite sa mort dans son roman Boussole, prix Goncourt 2015